# Hippolais olivetorum

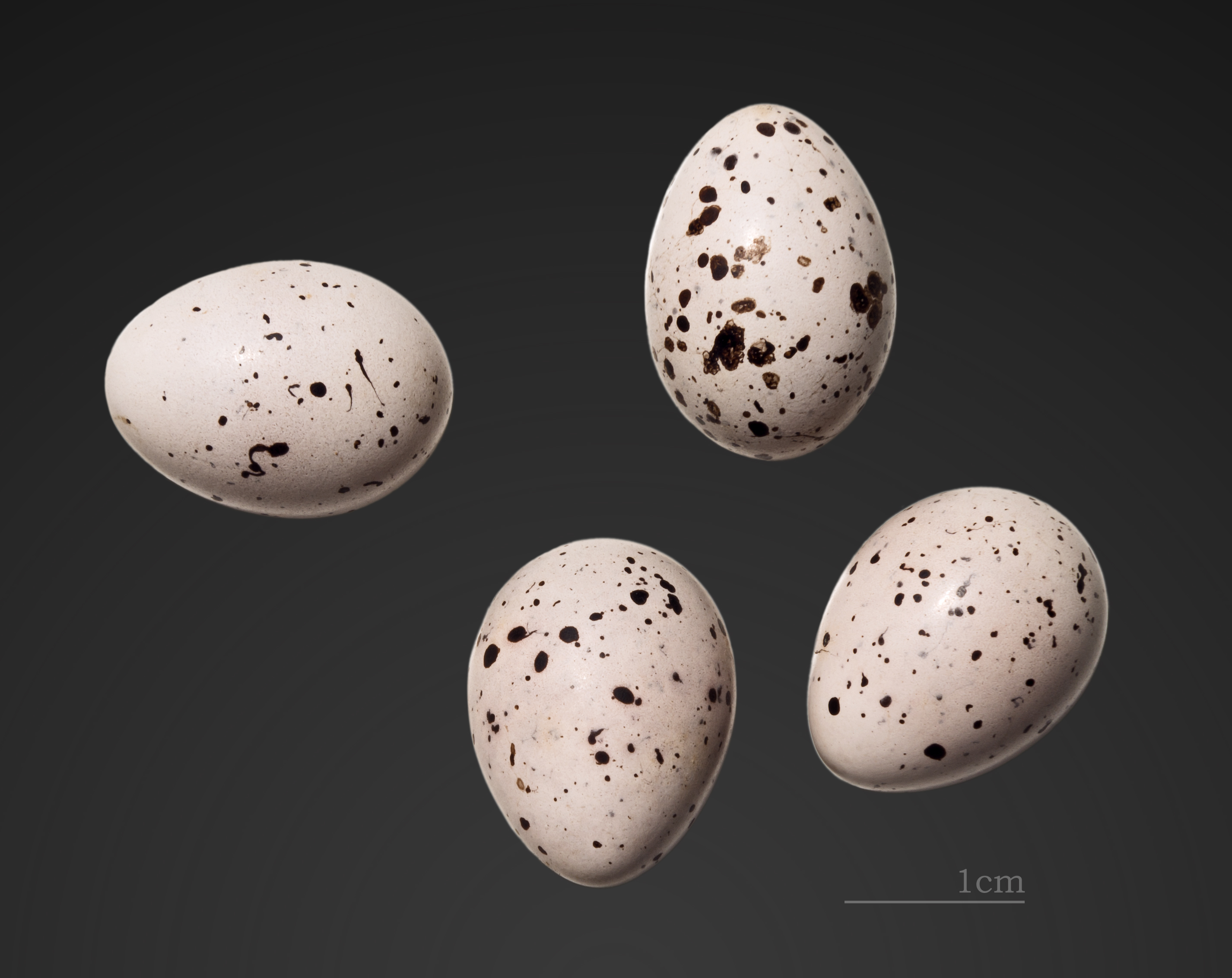
Huevos de Hippolais olivetorum

El zarcero grande (Hippolais olivetorum) es una especie de ave paseriforme de la familia Acrocephalidae propia del sureste de Europa, Oriente Medio y en África oriental.